# جابكسات
جابكسات (بالإنجليزية: Gabexate)‏ هو مثبط للبروتياز سيرين الذي يستخدم في علاج التهاب البنكرياس، التخثر المنتشر داخل الأوعية الدموية،  وباعتباره مضاد للتخثر في الغسيل الكلوى. 